# قارچ‌های تاقچه‌ای
قارچ‌های تاقچه‌ای (انگلیسی: Polypore) یکی از گروه‌های قارچ در شاخه قارچ‌های چتری هستند. قارچ‌های تاقچه‌ای معمولاً تنه‌هایی نیم‌دایره و به صورت تاقچه دارند که بر ساقه‌ها می‌روید.
قارچ‌های تاقچه‌ای چندین زیرگروه دارند که برای یکی از آن‌ها نیز نام کلی قارچ تاقچه‌ای استفاده می‌شود.

## نگارخانه

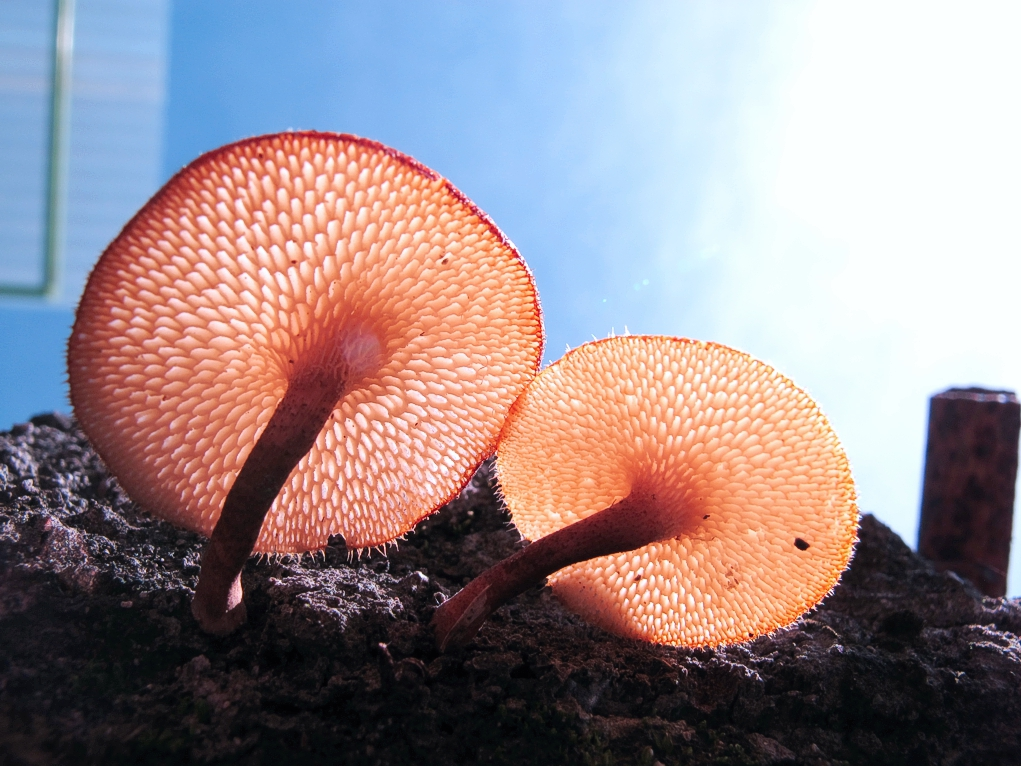
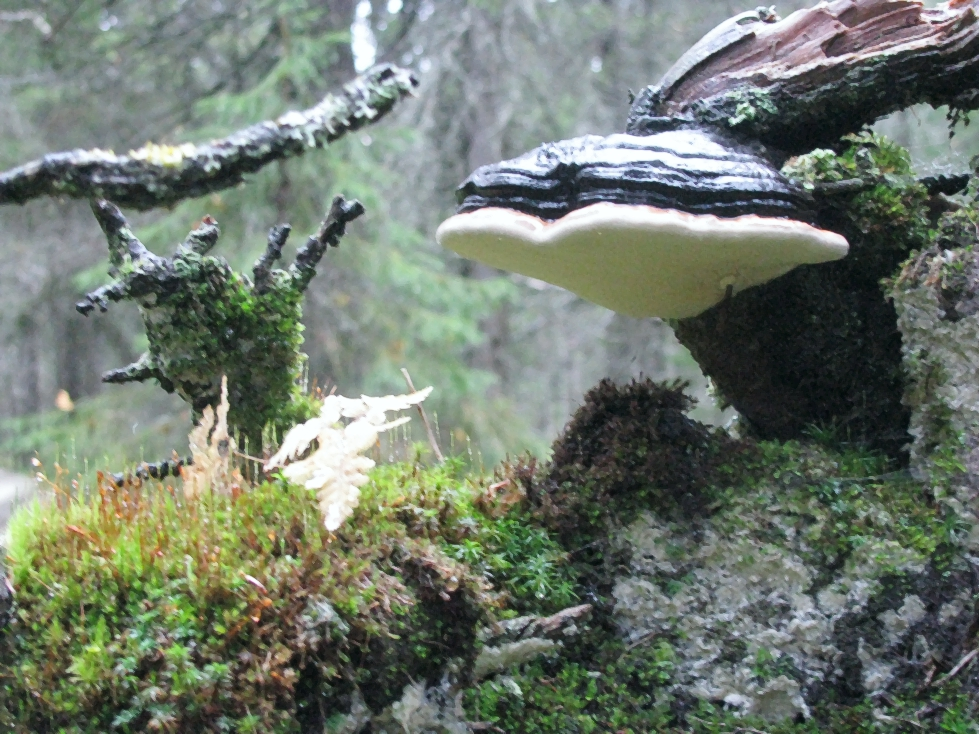
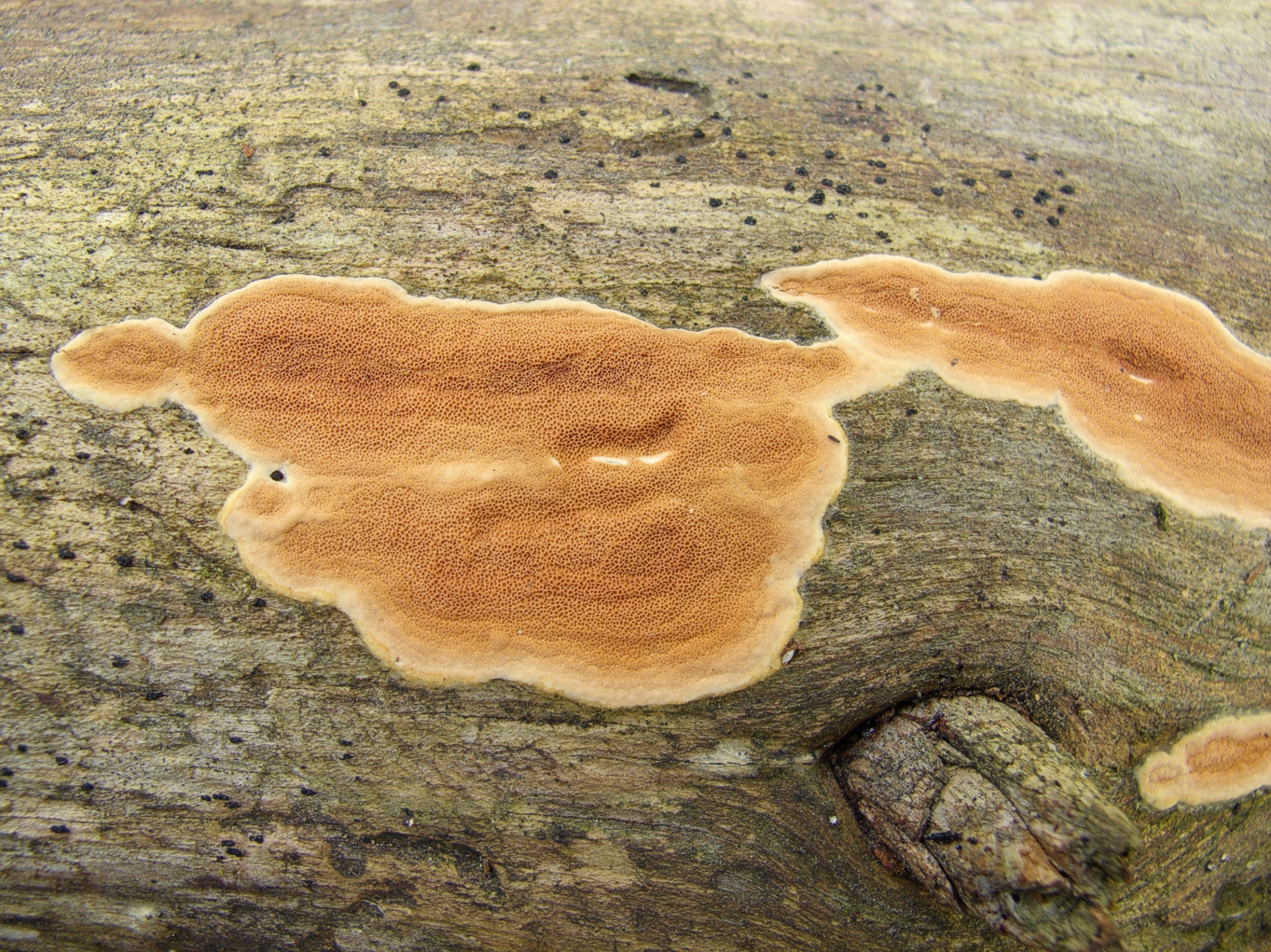